# Katasterbuch
Ein Katasterbuch ist der beschreibende Teil des Liegenschaftskatasters.

## Inhalt und Bedeutung
Das Katasterbuch umfasst, nach Gemeindebezirken getrennt geführt, das Flur- und Liegenschaftsbuch sowie das Eigentümer- und alphabetische Namensverzeichnis. Die Grundstücke werden im Bestandsverzeichnis des Grundbuchs nach den in den Ländern eingerichteten amtlichen Liegenschaftskatastern benannt, namentlich die Nutzungsart, Lage und Fläche (§ 2 Abs. 2 GBO, § 6 Abs. 3a GBV). Für die Führung ist beispielsweise im Land Brandenburg seit 2019 oder in Hessen seit 2021 die Verfahrenslösung Amtliches Liegenschaftskatasterinformationssystem (ALKIS) zu nutzen.
Im Bestandsverzeichnis wird die Katasterparzelle dadurch zum Grundstück im Rechtssinne, dass das Bestandsverzeichnis es so übernimmt, wie es im Liegenschaftskataster verzeichnet ist. Das Bestandsverzeichnis als solches nimmt am öffentlichen Glauben des Grundbuchs jedoch nicht teil, wohl aber die Bestandsangaben, welche die in der Katasterkarte ausgewiesene Begrenzung einer Katasterparzelle und deren Zugehörigkeit zum Grundstück zum Ausdruck bringen.
Die Katasterbücher werden nicht vom Grundbuchamt, sondern vom zuständigen Kataster- bzw. Vermessungsamt geführt. Die Grundbuchämter sind verpflichtet, die Übereinstimmung von Kataster und Grundbuch herzustellen und zu erhalten sowie Änderungsmitteilungen aus dem Liegenschaftskataster kontinuierlich zu bearbeiten.
Im Liegenschaftskataster werden auch buchungsfreie Grundstücke bzw. die entsprechenden Flurstücke aufgeführt, für die gem. § 3 GBO kein Grundbuchblatt angelegt werden muss. Somit ist das Liegenschaftskataster der Vermessungs- und Katasterverwaltung der einzige lückenlose Nachweis über den tatsächlichen Bestand am Grund und Boden.
Die Grundbuchämter leiten den für die Feststellung des Einheitswerts zuständigen Finanzbehörden über die für die Führung des Liegenschaftskatasters zuständige Behörde bestimmte Eintragungen für Zwecke der Grund-, Erbschafts- und Grunderwerbsteuer zu (§ 29 Abs. 4, Abs. 3 BewG).